# KZ-Außenlager Dörnhau
Das KZ-Außenlager Dörnhau in Kolce war vom 9. Juni 1944 bis zum 9. Mai 1945 ein Außenlager des KZ Groß-Rosen. Es gehörte zum Projekt Riese und entwickelte sich zu dessen zentralem Kranken- und Sterbelager.

## Geschichte
In der stillgelegten Eulenteppichfabrik Dörnhau KG im Eulengebirge bestand ab November 1943 ein Zwangsarbeiterlager im Rahmen des Projektes Riese. Das Lager wurde wegen einer Typhusepidemie am 2. Juni 1944 geschlossen und eine Woche später zunächst mit ungarischen Juden, die direkt aus dem KZ Auschwitz-Birkenau kamen, neu belegt. Später kamen unter anderem auch polnische und griechische Juden dorthin. Die arbeitsfähigen Häftlinge mussten in zwölfstündigen Schichten für Firmen unter der Gesamtleitung der Organisation Todt am Projekt Riese arbeiten. Die durchschnittliche Belegung des Lagers betrug 1500 bis 2000 Häftlinge. Bewacht wurde das Lager von etwa 150 SS-Leuten. Lagerführer war zunächst der brutale SS-Unterscharführer Fritz Wolf und später SS-Hauptsturmführer Alfred Mücke.

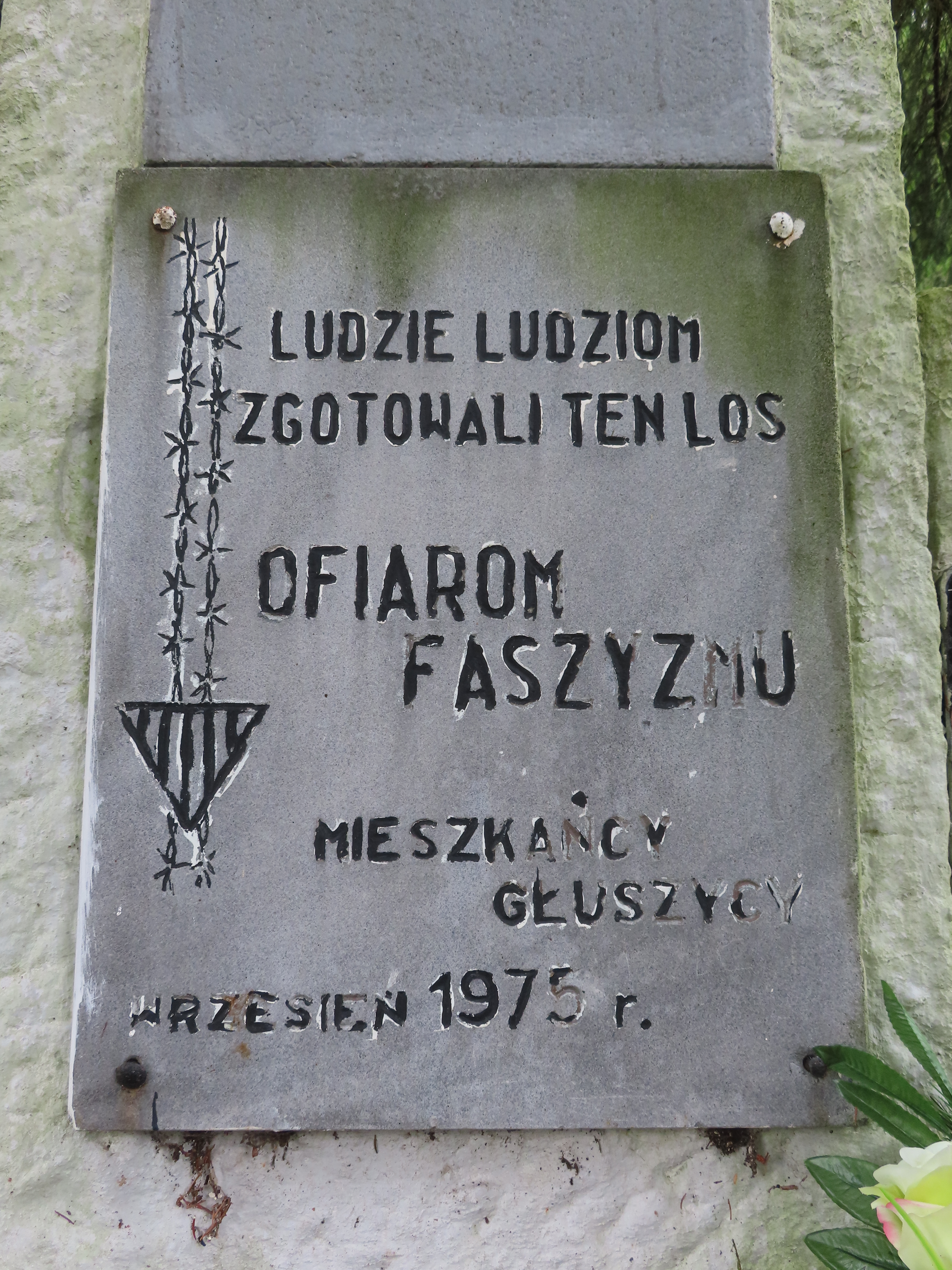
Plakette auf dem „Friedhof für die Opfer des Faschismus“, Kolce 2022

Dörnhau entwickelte sich zum zentralen Kranken- und später Sterbelager im Komplex Riese. Häftlinge berichteten von Selektionen und Deportationen nach Auschwitz, wobei ein Transport von 198 schwerkranken Häftlingen am 29. September 1944 nachweisbar ist. Im Rahmen der Evakuierung anderer Lager kamen ab März 1945 kranke Häftlinge aus den Lagern Langenbielau, Bad Warmbrunn, Geppersdorf und Friedland hinzu. Das Krankenrevier war mit durchschnittlich 800 bis 1000 Häftlingen belegt. Es gab eine Schonungsabteilung und eine Ambulanz. Einige Ärzte und Pfleger kümmerten sich zum Teil aufopfernd mit begrenzten Möglichkeiten um die Kranken. Kapos, Blockälteste und kräftigere Häftlinge raubten aber Kleidung und Essensrationen. Viele Kranke starben durch gezielte Vernachlässigung inmitten ihrer Exkremente und zwischen den Leichen bereits verstorbener Häftlinge. Bis Dezember 1944 wurden die Leichen ins Krematorium des Stammlagers gebracht. Danach wurden sie vom Leichenkommando vor Ort in Massengräbern bestattet. Allein für den Zeitraum vom 18. März 1945 bis 22. Mai 1945 gab es 975 Tote.
Am 9. Mai 1945 befreite die Rote Armee die Häftlinge und es wurde eine provisorische Krankenstation eingerichtet, bevor die kranken Häftlinge in Krankenhäuser verlegt werden konnten. Ermittlungen stellte die Staatsanwaltschaft Braunschweig 1971 ein. Der Lagerführer Fritz Wolf war bereits im April 1945 durch Kriegseinwirkung ums Leben gekommen.
1950 veröffentlichte der überlebende Schriftsteller József Debreczeni seinen autobiografischen Bericht seiner Zeit als KZ-Häftling. 2024 erschien Kaltes Krematorium, das ausführlich seine Zeit in Dörnhau beschreibt, übersetzt in zahlreichen Sprachen.